# کارلوس الوس
کارلوس الوس (انگلیسی: Carlos Alós؛ زادهٔ ۲۱ ژوئیهٔ ۱۹۷۵) بازیکن فوتبال اهل اسپانیا است.
از باشگاه‌هایی که در آن بازی کرده‌است می‌توان به باشگاه فوتبال غیرت اشاره کرد.